# Iz Rusije s ljubavlju (1963.)
Iz Rusije s ljubavlju (eng. From Russia with Love) je drugi film iz serijala o britanskom tajnom agentu  Jamesu Bondu sa  Seanom Conneryjem u glavnoj ulozi. Film su producirali Albert R. Broccoli i Harry Saltzman, a režirao ga je Terence Young. Temeljen je na istoimenom romanu  Iana Fleminga iz 1957. godine. Film je svjetsku premijeru doživio 10. listopada 1963. u Londonu. U filmu, James Bond je poslan u  Tursku kako bi uz pomoć Tatjane Romanove spriječio SPECTRE-inu osvetu za ubojstvo Dr. Noa.
Mnogi obožavatelji i kritičari smatraju kako je to najbolji film o Jamesu Bondu i najbolja izvedba Seana Conneryja. Iako je film u kontrastu s egzotičnim predjelima u Goldfingeru i Operaciji Grom, Iz Rusije iz ljubavlju često se spominje kao idealni Bond film koji može poslužiti kao primjer ostalim filmovima iz serijala.

## Radnja
Uvodna scena počinje po noći u ukrašenom vrtu u kojem se James Bond igra mačke i miša s visokim plavokosim ubojicom. Bonda je zarobio i nasilno zadavio do smrti Red Grant. Odjednom se pale veliki reflektori, ispostavlja se da je 'Bond' čovjek koji je nosio Bondovu masku - sve je to bio trening koji je provodila SPECTRE.
Kronsteen, SPECTRE-in šahovski velemajstor i planer, smislio je plan kako ukrasti uređaj za dekodiranje, Lektor, od Rusa i tako dovesti u nepriliku Britansku obavještajnu službu u osvetu za ubojstvo njihovog operativca Dr. Noa. Bivša agentica SMERSH-a, Rossa Klebb, postavljena je na čelo misije, koja je već angažirala rusku šifranticu u veleposlantvu u Istanbulu. Klebb se nalazi na SPECTRE-inu otoku, tajnoj bazi za treninge, kako bi procijenila ubojicu Reda Granta.
U Londonu, M kaže Bondu kako je Romanova, šifrantica u istanbulskom veleposlanstvu, kontaktirala obavještajce u Istanbulu kako je spremna predati Lektor, uređaj za dekodiranje koji godinama traže i MI6 i CIA. Osim toga, Romanova tvrdi kako se zaljubila u Bonda. Iako je shvatio da je to zamka, M odlučuje da Bond ipak krene na misiju.
Nakon kratkog flerta s Monepenny (tijekom kojeg M zatraži da mu se vrati fotografija Romanove koju je dao Bondu da je pogleda, na kojoj piše s ljubavlju, iz Rusije), Bond odlazi u Istanbul gdje ga od aerodroma počinju pratiti jedan neuredni čovjek u naočalama i Red Grant, dok se on ide sastati s Karimom Beyom, kojeg poslije umalo ubijaju kad je eksplodirala mina pričvršćena na zid njegove kuće.
Sljedećeg dana, nakon špijuniranja ubojice Krilencua u divovskom podzemnom kompleksu ispod ruskog konzulata koristeći periskop, odlaze u romsko naselje na turskom selu, u kojem Bey ima kontakte. Međutim, selo napadaju Krilencuovi ljudi, nakon čega počinje pucnjava i obračun noževima. Grant, skriven, počinje pucati na svakoga tko mu se čini kao Bond, dok su se stanovnici uspjeli oduprijeti  Bugarima. Bey se, ranjen u napadu, osvećuje Krilencuu ubivši ga sljedećeg dana snajperom u hotelu, iza divovskog jumbo-plakata s filmom Call Me Bwana, u kojem nastupaju Bob Hope i Anita Ekberg.
Nakon što se Bond vratio u hotel, pronalazi Romanovu kako ga čeka. Bond i Romanova počinju voditi ljubav, nesvjesni da ih snimaju Grant i Klebbova.
Sljedećeg dana, Romanova odlazi na dogovoreni sastanak u obližnju  džamiju Aja Sofija. Bond primjećuje čovjeka koji ga je pratio sve od aerodroma, ali ovog ubija Grant, što Bond nije vidio. Nakon što je Bond pronašao tijelo, pronalazi planove ruskog konzulata koje je ovaj skrivao, ostavivši Beya kojem je sumnjivo kako je sve jednostavno.
Bond se dogovara s Romanovom da se nađu na trajektu i snimi je dok ona govori o Lektoru, što poslije potvrđuju u MI6 u Londonu. Traži vizu od ruskog konzulata, što bi mu omogućilo ulazak u zgradu. Bey u međuvremenu aktivira eksploziv u odaji ispod zgrade nakon čega počinje curiti suzavac. U sveopćem kaosu, Bond pronalazi Romanovu i dekoder, nakon čega odlaze na Orient Express, dok ih progoni  sovjetski zaštitar, Benz, koji je prepoznao Romanovu. Red Grant je već na vlaku. Bey i Benz su kasnije pronađeni mrtvi u kupeu.
Vlak nastavlja putovanje kroz  jugoistočnu Europu, stižući u Beograd gdje Bond, našavši se s jednim od Beyovih sinova, dogovara sastanak s agentom u Zagrebu. Međutim, tamo Grant presretne britanskog agenta i predstavlja se kao agent Nash, i nastavlja putovanje s Bondom ("Nash" je ruska riječ za "naše", izraz kojim se koristio KGB za označavanje svojih operativaca). U svojoj kabini, Bond kaže 'Nashu' o Lektoru i o tome kako će teško biti prenijeti ga preko granice. Bond postaje sumnjičav u vezi 'Nasha' kad je vidio kako je ovaj nešto ubacio u piće Romanove.
Dok ona leži u nesvijesti u jednom dijelu kabine, Grant obara Bonda u drugu polovicu male kabine i počinje mu se rugati, rekavši mu kako se SPECTRE igra s Britancima i Rusima i okreće ih jedne prema drugima, ostavljajući njega živog dok im ne nabavi Lektor. Kaže Bondu kako će inscenirati njegovu smrt da bude zločin iz strasti te da će oni podmetnuti pismo Romanove u kojem ona prijeti kako će objaviti film s njom i Bondom Bondom kako vode ljubav. Međutim, u zadnjem pokušaju da spasi život, Bond mu ponudi da kupi njegovu zadnju cigaretu za 50 zlatnika. Grant nasjeda na zamku s aktovkom, a Bond ga ubija nakon nasilne borbe.
Na dogovorenoj točki na kojoj je Grant sredio svoj bijeg, Bond napušta vlak s omamljenom Romanovom, svladava SPECTRE-inog operativca na kamionu s cvijećem i odlazi na balkansko selo. Helikopter ih odvodi do glisera kojim kreću za  Veneciju, ali ih presreće mala flota glisera s granatama. Nakon što je primijetio da je oštećeno nekoliko bačvi s gorivom, Bond skače u more s Romanovom pretvarajući se da se predaje pucajući u vodu punu nafte, koja eksplodira i diže u zrak ostale glisere.
Bond i Romanova konačno stižu u Veneciju i prijavljuju se u hotel, gdje Rosa Klebb, prerušena u sobaricu, pokušava otuđiti Lektor Bondu ispred nosa dok on telefonira. Međutim, Romanova razoružava Klebbovu, koja tada pokušava udariti Bonda svojim otrovnim nožem skakavcem, ali je Romanova upuca. S izvršenom misijom, Bond i Romanova odlaze na romantični izlet gondolom, a Bond baca u kanal film s njim i Romanovom kako vode ljubav. Počinje odjavna špica s glazbenom temom, pjesmom "From Russia With Love".

### Vozila i naprave
- Aktovka - Tehnički, prva naprava Jamesa Bonda. Aktova proizvedena u odjelu Q sadrži AR-7 snajpersku pušku, dvadeset naboja, nož skakavac i pedeset zlatnika za mito. Osim toga, aktovka ima sigurnosni mehanizam koji detonira suzavac ako se pogrešno otvara.
- Dojavljivač - Iako je film sniman u šezdesetima, prije izuma naprave, Bond ju je nosio, što je omogućavalo MI6-u da ga kontaktira.
- Detektor prisluškivača - Mali uređaj dizajniran da otkrije postojanje prisluškivača u normalnom telefonu.

## Produkcija
Kad je predsjednik  Kennedy izjavio kako mu je Iz Rusije s ljubavlju jedna od njegovih deset najdražih knjiga, producenti Broccoli i Saltzman odabrali su je kao nasljednika Dr. Noa. Roman Iana Fleminga bio je  hladnoratovski triler, međutim producenti su negativce odlučili prikazati kao članove organizacije SPECTRE umjesto  sovjetskih tajnih agenata iz SMERSHA-a. Film je koristio poznatu uvodnu sekvencu, a popularni pjevač pjevao je temu, dok se u odjavnoj špici pojavila rečenica "James Bond will be back". Igrom slučaja, film je postao zadnji kojeg je Kennedy pogledao prije atentata.
Iako nije potpisan, glumac koji je glumio Ernsta Stavro Blofelda, ili Broja Jedan, čelnika SPECTRE, bio je Anthony Dawson, koji je glumio Profesora Dawsona u prethodnom filmu, Dr. No, kojeg je također režirao Terence Young. U odjavnoj špici, Blofeld je potpisan s upitnikom.
Navodno se u filmu pojavio i Ian Fleming, autor Jamesa Bonda, stojeći pokraj vlaka u Istanbulu, noseći sive hlače i bijeli đemper; neki izvori su demantirali ovu informaciju.
Scena u kojoj Bond pronalazi Tatjanu u krevetu u svojoj hotelskoj sobi postao je standardni test za buduće glumce koji su se natjecali za ulogu. Na specijalnom DVD izdanju postoji isječak s jednog takvog testa, s  Jamesom Brolinom,  Seanom Beanom,  Samom Neilom i budućim Bondom,  Pierceom Brosnanom. Scena je korištena i u izboru mnogih glavnih glumica, kao što su Maryam D'Abo i Maud Adams.

### Filmske lokacije
- London, Engleska
- Istanbul, Turska
- Beograd, Jugoslavija (danas Srbija)
- Zagreb, Jugoslavija (danas Hrvatska)
- Venecija, Italija
- Vlak Orient Express
- Otok SPECTRE (Pinewood Studios, Engleska)

### Lokacije snimanja
- Pinewood Studios
- Švicarska
- Argyll, Škotska
- Istanbul, Turska
- Bazilika Cisterna, Istanbul

## Uloge
- Sean Connery - James Bond
- Bernard Lee - M
- Lois Maxwell - Gđica. Monepenny
- Desmond Llewelyn - Q
- Daniela Bianchi - Tatjana Romanova
- Lotte Lenya - Rosa Klebb
- Robert Shaw - Donald 'Red' Grant
- Eunice Gayson - Sylvia Trench
- Pedro Armendariz - Kerim Bay
- Walter Gotell - Morzeny
- Vladek Sheybai - Kronsteen
- Aliza Gur - Vid
- Martine Beswick - Zora
- Nadja Regin - Kerimova djevojka

## Vanjske poveznice
- Iz Rusije s ljubavlju u internetskoj bazi filmova IMDb-a
- Iz Rusije s ljubavlju na Rotten Tomatoes
- Iz Rusije s ljubavlju na Box Office Mojo
- MGM's site on the film